# Hotel Continental
Pour les articles homonymes, voir Hôtel Continental.

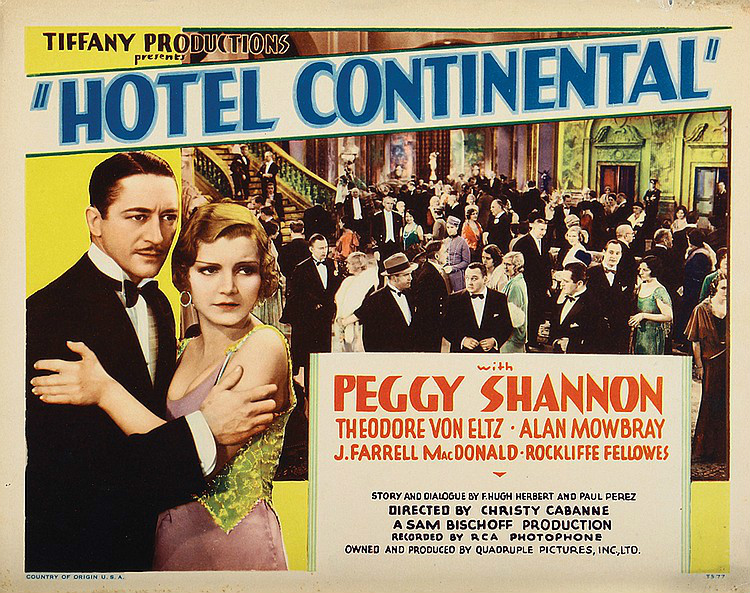
Carte promotionnelle du film.

Hotel Continental est un film américain réalisé par Christy Cabanne et sorti en 1932.

## Synopsis
Différents criminels recherchent un butin planqué dans un hôtel de luxe qui est sur le point de fermer.

## Fiche technique
- Réalisation : Christy Cabanne
- Scénario : Warren Duff, F. Hugh Herbert, Paul Perez
- Production : Samuel Bischoff
- Photographie : Ira H. Morgan
- Montage : Rose Loewinger
- Musique : Val Burton, Edward Kilenyi
- Distributeur : Tiffany Productions
- Durée : 67 minutes
- Date de sortie :
  - États-Unis : 7 mars 1932

## Distribution
- Peggy Shannon : Ruth Carleton
- Theodore von Eltz : Jim Bennett
- J. Farrell MacDonald : Detective Martin
- Henry B. Walthall : Winthrop
- Alan Mowbray : Walter Underwood
- Mary Carlisle : Alicia
- Bert Roach : Charlie Layton
- Ethel Clayton : Mrs. Underwood
- Rockliffe Fellowes : Tierney
- William Scott : Mills